# Meriania involucrata
Meriania involucrata là một loài thực vật có hoa trong họ Mua. Loài này được (Desr.) Naudin mô tả khoa học đầu tiên.